# Pelophila lutheri
Pelophila lutheri är en plattmaskart som först beskrevs av Westblad 1946.  Pelophila lutheri ingår i släktet Pelophila och familjen Actinoposthiidae. Inga underarter finns listade i Catalogue of Life.